# Stowey-Sutton
Stowey-Sutton är en civil parish i Storbritannien.   Den ligger i kommunen Bath and North East Somerset och riksdelen England, i den södra delen av landet, 170 km väster om huvudstaden London. Stowey-Sutton ligger vid sjön Chew Valley Lake.
Stowey-Sutton civil parish består av byarna Stowey och Bishop Sutton.